# روي يورك كالن
روي يورك كالن (بالإنجليزية: Roy Yorke Calne)‏ (و. 1930 – م) هو طبيب، من المملكة المتحدة، ولد في لندن، وهو عضوٌ في الجمعية الملكية.

## التعليم
تعلم في مدرسة طب هارفارد.

## مؤلفات
- عالم يفيض بسكانه،[6] وقد صدرت له ترجمة ضمن سلسلة عالم المعرفة.[7]

## جوائز
حصل على جوائز منها:
- جائزة لاسكر-دبغي للأبحاث الطبية السريرية (2012)
- جائزة الملك فيصل العالمية (2001)
- جائزة إرنست يونغ في الطب ‏ (1992)
- ميدالية ليستر (1984)
- زميل في الجمعية الملكية.